# يان ليزينسكي
يان ليزينسكي (بالبولندية: Jan Leszczyński)‏ هو لاعب كرة قدم بولندي في مركز الدفاع، ولد في 20 أكتوبر 1946، وتوفي في 13 يناير 2004. شارك مع منتخب بولندا لكرة القدم. أما مع النوادي، فقد لعب مع زاغليبي سوسنويتش.

## وصلات خارجية
- يان ليزينسكي على موقع قاعدة بيانات كرة القدم.إي يو (الإنجليزية)